# Кладбище Пасси
Кладбище Пасси (фр. Cimetière de Passy) — одно из известных кладбищ Парижа, расположенное в 16-м округе по адресу rue du Commandant Schœlsing 2. Кладбище устроено как висячий сад, оно возвышается над площадью Трокадеро и находится непосредственно у дворца Шайо. Для того чтобы в него попасть, необходимо обогнуть холм и пройти через монументальные ворота, созданные архитектором Берже (фр.). Кладбище Пасси насчитывает всего около двух тысяч захоронений.

## История
В начале XIX века на месте старых парижских кладбищ возникли новые. За границами города (многие районы вошли в черту города лишь 1 января 1860 года) были основаны кладбище Монмартр на севере, Пер-Лашез на востоке и кладбище Монпарнас на юге. В самом сердце французской столицы возникло кладбище Пасси.
Кладбище открыто в 1820 году в обеспеченном квартале на правом берегу вблизи Елисейских Полей, что сделало его местом захоронения парижской аристократии: это единственное парижское кладбище с отапливаемыми помещениями.
После Первой мировой войны на одной из кладбищенских стен был выполнен барельеф воинской славы.
Среди знаменитостей — могила княгини Брасовой (1880—1952), морганатической супруги великого князя Михаила Александровича и их сына Георгия, бывшего последним из выживших потомков императора Александра III по мужской линии. Поэтому он рассматривался в качестве возможного претендента на российский престол.
На кладбище находится огромный мемориальный склеп выдающейся французской художницы и писательницы русско-украинского происхождения Марии Константиновны Башкирцевой, являющийся национальным монументом Франции.

## Галерея
- Мавзолей Марии Константиновны Башкирцевой с её подлинной мастерской внутри
- Могила Пирл Уайт
- Могила Фернанделя
- Наталья Сергеевна Шереметьевская, княгиня Брасова (1880-1952) и её сын Брасов, Георгий Михайлович
- Могила Константина Розанова